# 恋しよう♪
「恋しよう♪」（こいしよう）は、2007年5月30日にリリースされたリア・ディゾンの2枚目のシングル。発売元はビクターエンタテインメント。

## 解説
- 初回限定盤にはビデオクリップやメイキング映像を収録したDVDが同梱されている。
- 本作収録楽曲の作詞はすべてリア本人によるものであり、恋愛をテーマにした詞となっている。原文はすべて英語であり、一部分が日本語で翻訳されている（作詞クレジットに共作となっているのはこのため）。
- 本作品に収録されている楽曲はいずれも1stアルバム『Destiny Line』に収録されているが、「Could you be that one?」については本作ではアウトロがフェードアウトになっている一方で、アルバム収録版はカットアウトとなっている。

## 収録曲

### DISC1(CD)
1. 恋しよう♪
  - 作詞：リア・ディゾン & 新美香 / 作曲・編曲：平田祥一郎

ロッテ「リッチフルーツチョコレート」CMソング
2. Could you be that one?
  - 作詞：リア・ディゾン & 枝村麻衣子 / 作曲・編曲：江上浩太郎

プレイステーション3用ソフト「TECMO “NINJA GAIDEN ∑”」CMソング
3. アイシテル〜Love Story
  - 作詞：リア・ディゾン / 作曲・編曲：STY

### DISC2(DVD)
1. 恋しよう♪ <Video Clip>
2. 恋しよう♪ <Making Video>